# عدنان الراوي
عدنان فتحي علي الراوي (1925 - 27 مارس 1967)، صحفي وشاعر وناشط سياسي عراقي. من مواليد الموصل. حُكم عليه بالإعدام بعد معارضته حلف بغداد في عهد نوري السعيد فلجأ إلى مصر. سُجن بضعة أشهر بعد عودته إلى إلى العراق بعد ثورة عبد الكريم قاسم وأفرج عنه. توفي في القاهرة. من أشهر مؤلفاته: مؤلفاته أيّام النّضال والديوان الشعري: المشانق والسّلام 

## سيرته
ولد عدنان بن فتحي بن علي الراوي في مدينة الموصل سنة 1344 هـ/ 1925 م. تلقى تعليمه قبل الجامعي في مسقط رأسه، ثم انتقل إلى بغداد فالتحق بكلية الحقوق وحصل على ليسانس الحقوق 1948 . ثم عمل محاميًا، وكان يميل إلى القضايا السياسية دفاعًا عن الحريات، وأسهم بشكلٍ فعال في مناهضة معاهدة بورتسموث 1948 ، كما أسهم في وثبة الشعب العراقي ضد تلك المعاهدة عام 1952 مما أدى إلى اعتقاله وسجنه عدة مرات.
أصدر جريدة العمل المعارضة فأغلقتها السلطات وسحبت امتيازاتها، فاضطر لمغادرة العراق إلى القاهرة سنة 1954 واتخذ من إذاعة صوت العرب منبرًا للتعبير عن آرائه مما دفع السلطات لإسقاط الجنسية العراقية عنه في 1955 فاعتقل في سجن أبي غريب في ديسمبر 1958، وأفرج عنه بعد عامٍ من ذلك التاريخ. اضطر للفرار إلى سوريا ومنها إلى القاهرة ليواصل نضاله عبر وسائل الإعلام المصرية إذاعيًا، وصحافيًا، حتى عاد إلى العراق.

### الانتكاسة الصحية
أصيب بسرطان الدم وأمر الرئيس جمال عبد الناصر بعلاجه في مستشفى القوات المسلحة بالقاهرة، ولكن بعد عدة أسابيع من علاجه أدركته الوفاة في 27 مارس 1967 م/ 16 ذو الحجة 1386 هـ.
شُيِّع في ميدان التحرير ونقل جثمانه بالطائرة إلى الموصل ودفن بها إلى جوار مسجد الشهيد الذي بناه والده.
أقيم له حفل تأبين في بغداد رثاه فيه من شعراء العراق:
- شفيق الكمالي
- خالد الشواف
- عبد الهادي الفكيكي
- غربي الحاج أحمد

## شعره
ذكره عبد العزيز البابطين في معجمه وقال عنه «شاعر قومي، وظّف شعره لخدمة إيمانه بالقومية العربية والحرية والثورة على الظلم والطغيان السياسي، اعتمد قصيدته جواز مرور للنضال، وقد تنوع معجمه الشعري بين مفردات الثورة والتمرد، فجاءت صوره صاخبة معبرة عن تطلعات الإنسان في عصور القهر، واتكأت بعض قصائده على الشكل التقليدي، ولكن ظل الشكل التفعيلي لديه أكثر قدرة على التعبير عن قضايا الحرية في عصره، إذ استطاعت إيقاعاته تجسيد حركة النفس ومجاوبة الانفعال، كما كانت صوره المجازية أكثر إشراقًا وتحريكًا للمخيلة، وأن تملأ المسافات الشاغرة بين وثبات خيال الشاعر.»

## مؤلفاته
```
من دواوينه الشعرية: 
```

- هذا الوطن، 1947
- من العراق، 1949
- أيام النضال، 1961
- المشانق والسلام، 1963
- النفط الملتهب، 1963
- النشيد الأحمر، 1951
- الأوديسة العربية، 1968

وله مؤلفات :
- نريد أن نتحر، 1953
- الانحراف القومي في العراق، 1958
- كركوك بين مذابح هولاكو ودير ياسين، 1959
- محكمة المهداوي مأساة وملهاة، بالاشتراك، 1960
- من القاهرة إلى معتقل قاسم، 1963